# Rifugio Onorio Falier
Il rifugio Onorio Falier è un rifugio situato nel comune di Rocca Pietore (BL), nel cuore del massiccio della Marmolada, a 2.074 metri sul livello del mare.

## Storia
Il rifugio fu inaugurato il 15 agosto 1911 col nome di "rifugio Ombretta" (denominazione della valle omonima dove sorge).
Durante la prima guerra mondiale fu adibito a comando della 206ª compagnia "Val Cordevole" e venne distrutto dai bombardamenti nell'aprile del 1917. Fu ricostruito nel 1939 grazie al contributo economico del conte Onorio Falier (cui oggi è intitolato) dell'omonima famiglia veneziana.

## Caratteristiche e informazioni

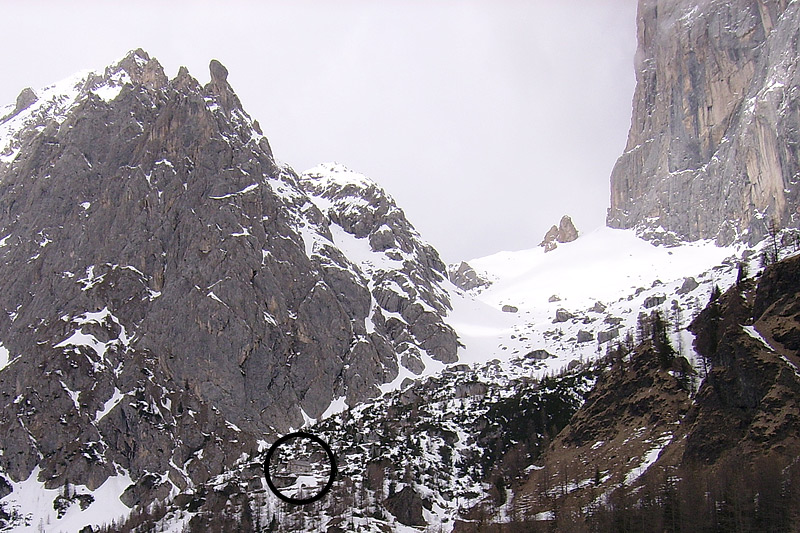
Il rifugio Falier evidenziato dal cerchietto

Si trova ai piedi della parete sud della Marmolada nella valle di Ombretta, per cui si presta come ottima base di partenza per le numerose escursioni ed ascensioni possibili in zona. È di proprietà della sezione di Venezia del CAI. Ha una capienza di 44 posti letto ed è aperto generalmente dal 20 giugno al 20 settembre. Il resto dell'anno è possibile accedere al locale invernale (4 posti letto) dove si trova anche un apparecchio di emergenza.

## Accessi
È possibile accedervi da Malga Ciapela tramite un agevole sentiero (n. 610, in due ore) oppure dal Passo San Pellegrino con un sentiero molto più impegnativo (n. 612, in 4.5 ore). Un'altra via di accesso è possibile partendo dal rifugio Contrin e passando per il Passo Ombretta (2.702 m).

## Ascensioni
- Monte Fop - 2.883 m
- Monte La Banca - 2.875 m
- Sasso di Valfredda - 3.009 m
- Cima Ombretta - 3.011 m
- Sasso Vernale - 3.058 m
- Cima Ombrettola - 2.931 m
- Punta Penia (Marmolada) - 3.342 m
- Piz Serauta - 3.035 m